# Nizozemski imperij
Nizozemski imperij ali nizozemski kolonialni imperij (nizozemsko Nederlandse koloniale rijk) je obsegal čezmorska ozemlja in trgovske postaje, ki so jih nadzorovale in upravljale nizozemske pooblaščene družbe — predvsem Nizozemska zahodnoindijska družba in Nizozemska vzhodnoindijska družba — ter nato Nizozemska republika (1581–1795) in sodobna Kraljevina Nizozemska po 1815. Sprva je bil sistem, ki je temeljil na trgovini in je večji del svojega vpliva črpal iz trgovskega podjetja in nizozemskega nadzora nad mednarodnimi pomorskimi ladijskimi potmi prek strateško postavljenih postojank, ne pa iz ekspanzivnih teritorialnih podvigov.  Nizozemci so bili med prvimi graditelji imperija v Evropi, takoj za Španijo in Portugalsko.
Z nekaj opaznimi izjemami je bila večina prekomorskih posesti nizozemskega kolonialnega imperija sestavljena iz obalnih utrdb, tovarn in pristaniških naselij z različnimi stopnjami vključitve njihovih zaledij in okoliških regij. Nizozemska pooblaščena podjetja so pogosto narekovala, da je njihova posest čim bolj omejena, da bi se izognili nepotrebnim stroškom,  in medtem ko so se nekatera, kot sta Nizozemska Kapska kolonija in Nizozemska vzhodna Indija, vseeno razširila (zaradi pritiska neodvisno mislečih nizozemskih kolonistov ), drugi so ostali nerazvita, izolirana trgovska središča, odvisna od domorodnega naroda gostitelja. To je odražalo primarni namen nizozemskega kolonialnega imperija: komercialna izmenjava v nasprotju s suverenostjo nad homogenimi ozemlji.
Imperialne ambicije Nizozemcev je okrepila moč njihovega obstoječe ladijske industrije, pa tudi ključna vloga, ki so jo imeli pri širjenju pomorske trgovine med Evropo in Orientom. Ker je majhnim evropskim trgovskim družbam pogosto primanjkovalo kapitala ali delovne sile za obsežne operacije, so Generalni državni stanovi  (parlament) v zgodnjem sedemnajstem stoletju ustanovili večji organizaciji – Nizozemsko zahodnoindijsko družbo in Nizozemsko vzhodnoindijsko družbo. Te so takrat veljale za največje in najobsežnejše pomorske trgovske družbe in so nekoč imele praktično monopol nad strateškimi evropskimi ladijskimi potmi proti zahodu skozi južno poloblo okoli Južne Amerike skozi Magellanovo ožino in proti vzhodu okoli Afrike, mimo Rta dobrega upanja. Prevlada podjetij v svetovni trgovini je močno prispevala h komercialni revoluciji in kulturnemu razcvetu na Nizozemskem v 17. stoletju, znano kot nizozemska zlata doba. V iskanju novih trgovskih poti med Azijo in Evropo so nizozemski pomorščaki raziskovali in začrtali oddaljene regije, kot so Avstralija, Nova Zelandija, Tasmanija in dele vzhodne obale Severne Amerike. V obdobju protoindustrializacije je imperij prejemal 50 % tekstila in 80 % svile, uvožene iz indijskega Mogulskega cesarstva, predvsem iz njegove najbolj razvite regije, znane kot Bengalski Subah.  
V 18. stoletju je nizozemski kolonialni imperij začel propadati zaradi Četrte anglo-nizozemske vojne 1780–1784, v kateri je nizozemska republika izgubila svoje številne  kolonialne posesti in trgovinske monopole v korist Britanskega imperija, skupaj z Britansko vzhodnoindijsko družbo je v bitki pri Plasseyju osvojila Mogulsko Bengalijo.    Kljub temu so večji deli imperija preživeli do začetka globalne dekolonizacije po drugi svetovni vojni, in sicer Vzhodna Indija in Nizozemska Gvajana. Tri nekdanja kolonialna ozemlja na otokih Zahodne Indije okoli Karibskega morja - Aruba, Curaçao in Sveti Martin - ostajajo kot sestavne dežele, zastopane v Kraljevini Nizozemski.

## Nekdanje nizozemske kolonialne posesti
Ta seznam ne vključuje več nekdanjih trgovskih postaj, ki so jih upravljali Nizozemci, kot je Dedžima na Japonskem.
- Nizozemska Vzhodna Indija z vladavino podjetij (1603–1949) in Nizozemska Nova Gvineja (do 1962)
- Nizozemska Indija (1605–1825)
- Nizozemska zlata obala (1612–1872)
- Nova Nizozemska (1614–1667, 1673–1674)
- Nizozemske Gvajane (1616–1975)
- Nizozemska Formoza (1624–1662) in Keelung (utrdba Noord-Holland; 1663–1668)
- Nizozemski Deviški otoki (1625–1680)
- Nizozemska Bengalija (1627–1825)
- Nizozemska Brazilija (1630–1654)
- Nizozemski Mavricij (1638–1710)
- Nizozemski Cejlon (1640–1796)
- Nizozemska Malaka (1641–1795, 1818–1825)
- Nizozemska Kapska kolonija (1652–1806)
- Nizozemski Malabar (1665–1795)
- Nizozemski Surinam (1667–1954)
- Nova Nizozemska (Akadia) (1674–1678)

## Zgodovina

### Začetki (1543–1602)
Ozemlja, ki bodo pozneje tvorila Nizozemsko republiko, so se začela kot ohlapna federacija, znana kot Sedemnajst provinc, ki jih je Karel V., cesar Svetega rimskega cesarstva in (kot "Carlos I") španski kralj, podedoval in spravil pod svojo neposredno oblast leta 1543. Leta 1566 je izbruhnil protestantski nizozemski upor  proti vladavini rimskokatoliške Španije, kar je sprožilo osemdesetletno vojno. Pod vodstvom Viljema Oranskega je bila neodvisnost razglašena leta 1581 z  Odpovednim aktom. Posledica upora je bila vzpostavitev de facto neodvisne protestantske republike na severu z Antwerpensko pogodbo (1609), vendar Nizozemci nikoli niso mogli uspešno odstraniti španske opore v južni Nizozemski. Osem desetletij vojne je imelo ogromno človeško ceno, z ocenjenimi 600.000 do 700.000 žrtvami, od katerih je bilo 350.000 do 400.000 civilistov, ki so jih ubile bolezni in kar se bo pozneje štelo za vojne zločine.
Obalni provinci Holandija in Zeelandija sta bili stoletja pred špansko vladavino pomembni središči evropskega pomorskega trgovskega omrežja. Njihova geografska lega je omogočala udoben dostop do trgov Francije, Škotske, Nemčije, Anglije in Baltika. Zaradi vojne s Španijo so se številni finančniki in trgovci izselili iz Antwerpna, velikega mesta v Flandriji in takrat enega najpomembnejših trgovskih središč v Evropi, v nizozemska mesta, zlasti v Amsterdam,  ki je postal najpomembnejše evropsko središče za ladijski promet, bančništvo in zavarovanje.  Učinkovit dostop do kapitala je Nizozemcem v osemdesetih letih 15. stoletja omogočil razširitev njihovih trgovskih poti izven severne Evrope na nove trge v Sredozemlju in Levantu. V 1590-ih so nizozemske ladje začele trgovati z Brazilijo in Nizozemsko zlato obalo Afrike, proti Indijskemu oceanu, ki je bil vir donosne trgovine z začimbami. To je pripeljalo Nizozemce v neposredno konkurenco Portugalski, ki je več desetletij prevladovala na teh trgovskih poteh in je vzpostavila kolonialne postojanke na obalah Brazilije, Afrike in Indijskega oceana, da bi jih olajšala. Rivalstvo s Portugalsko pa ni bilo povsem gospodarsko: od leta 1580, po smrti portugalskega kralja Sebastiana I. in večjega dela portugalskega plemstva v bitki pri Alcácer Quibirju, je bila portugalska krona združena s špansko krono. v " Iberski uniji " pod dedičem cesarja Karla V.  Filipom II. Španskim. Z napadom na portugalsko čezmorsko posest so Nizozemci prisilili Španijo, da je preusmerila finančne in vojaške vire stran od svojega poskusa zadušitve nizozemske neodvisnosti. Tako se je začela nekaj desetletij dolga nizozemsko-portugalska vojna.
Leta 1594 je bila v Amsterdamu ustanovljena Compagnie van Verre ("Družba daljnih dežel") z namenom, da pošlje dve floti na  otoke začimb v Molukih. Prva flota je izplula leta 1596 in se vrnila leta 1597 s tovorom paprike, ki je več kot pokrila stroške potovanja. Drugo potovanje (1598–1599) je vlagateljem prineslo 400-odstotni dobiček. Uspeh teh potovanj je privedel do ustanovitve številnih podjetij, ki so tekmovala za trgovino. Konkurenca je bila v nasprotju z interesi podjetij, saj je grozila, da bo zvišala cene začimb pri njihovem izvoru v Indoneziji, medtem ko jih bo znižala v Evropi.

### Vzpon nizozemske gospodarske hegemonije (1602–1652)
Zaradi težav, ki jih povzroča rivalstvo med podjetji, je bila leta 1602 ustanovljena  Nizozemska vzhodnoindijska družba (nizozemsko Verenigde Oost-Indische Compagnie, VOC). Listina, ki so jo podjetju podelili Generalni stanovi, mu je podelila izključne pravice za začetno obdobje 21 let nizozemski trgovini in plovbi vzhodno od Rta dobrega upanja in zahodno od Magellanove ožine. Direktorji družbe, " Heeren XVII ", so dobili pravno pooblastilo za ustanavljanje "trdnjav in utrdb", za podpisovanje pogodb, za vključitev vojske in mornarice ter za vodenje obrambne vojne. Samo podjetje je bilo ustanovljeno kot delniška družba, podobno kot dve leti prej ustanovljeni angleški tekmec Britanska vzhodnoindijska družba. Leta 1621 je bila ustanovljena Nizozemska zahodnoindijska družba (WIC), ki je dobila 25-letni monopol nad tistimi deli sveta, ki jih vzhodnoindijska družba ne nadzoruje: Atlantik, Amerika in zahodna obala Afrike.  Nizozemci so med vladavino kralja Naresuana leta 1604 ustanovili tudi trgovsko postojanko v Ayutthayi, današnji Tajski .

### Ibersko-nizozemski konflikti
Špansko-nizozemska vojna je bila za Nizozemce del njihovega boja za neodvisnost in versko svobodo med osemdesetletno vojno. Večinoma se je bojevalo na evropski celini, vendar je vojna potekala tudi proti čezmorskim ozemljem Filipa II., vključno s španskimi kolonijami in portugalskimi metropolami, kolonijami, trgovskimi postajami in utrdbami, ki so takrat pripadale kralju Španije in Portugalske.
Nizozemska je postala del domen "španske veje" habsburške dinastije, ko je cesar Karel V. po abdikaciji leta 1555 razdelil posest habsburškega cesarstva. Leta 1566 je izbruhnil nizozemski upor in leta 1568 je Nizozemska republika stopila na dolgo, mučno pot osemdesetletne vojne (znane tudi kot nizozemska vojna za neodvisnost) in začela se je invazija in ropanje španskih (in kasneje portugalskih) kolonij v Ameriki in Aziji, vključno s poskusom invazije na Filipine (takrat del španske Vzhodne Indije ).
Od leta 1517 je bilo pristanišče v Lizboni na Portugalskem glavni evropski trg za izdelke iz Indije, na katerega so prihajali drugi narodi, da bi kupili za svoje potrebe. Toda zaradi vključitve Portugalske v Ibersko unijo s Španijo s strani Filipa II. leta 1580 so bila vsa portugalska ozemlja nato ozemlje podružnice španskih Habsburžanov, zato so bili vsi portugalski trgi zaprti za Združene province. Tako so se Nizozemci leta 1595 odločili, da bodo sami odpluli po izdelke zase, pri čemer so se poslužili »skrivnega« znanja o portugalskih trgovskih poteh, ki ga je Cornelisu de Houtmanu uspelo pridobiti v Lizboni.
V iskanju alternativnih trgovskih poti v Azijo so Nizozemci motili špansko-portugalsko trgovino in sčasoma so prišli vse do Filipinov. Nizozemci so si prizadevali za prevlado v komercialni pomorski trgovini v jugovzhodni Aziji, pri čemer so šli v zasledovanju tega cilja tako daleč, da so se vključili v tisto, kar so drugi narodi in sile smatrali za nekaj več kot piratske dejavnosti.
Združitev obeh kron je Portugalsko prikrajšala za ločeno zunanjo politiko, pri čemer so sovražniki kralja Filipa II. postali tudi sovražniki Portugalske. Vojna z Nizozemci je privedla do napadov na večino portugalskega razvejanega trgovskega omrežja v Aziji in okoli nje, vključno s Cejlonom (sodobna Šrilanka) in Goo, pa tudi do napadov na njene komercialne interese na Japonskem, v Afriki (zlasti Mina ) in Južni Ameriki. Čeprav Portugalcem nikoli ni uspelo zavzeti celotnega otoka Cejlon, jim je uspelo obdržati obalna območja pod svojim nadzorom precej časa pred prihodom Nizozemcev v vojno. Portugalsko južnoameriško kolonijo, Brazilijo, so delno osvojile tako Francija kot Združene province.
V 17. stoletju je " velika zasnova " Zahodnoindijske družbe vključevala poskus zatirati mednarodno trgovino s sladkorjem z napadom na portugalske kolonije v Braziliji in Afriki ter zavzetjem nasadov sladkornega trsa in suženjskih pristanišč, potrebnih za oskrbo z delovno silo. Čeprav so bili Portugalci oslabljeni zaradi Iberske unije s Španijo, katere pozornost je bila usmerjena drugam, so se Portugalci lahko ubranili začetnega napada, preden je bitka pri zalivu Matanzas zagotovila WIC sredstva, potrebna za uspešno operacijo. Johan Maurits je bil imenovan za guvernerja " Nove Holandije" in januarja 1637 je pristal v Recifeju. V nizu uspešnih odprav je postopoma razširil nizozemsko posest od Sergipeja na jugu do Maranhaa na severu. WIC je prav tako uspelo osvojiti Gorée, grad Elmino, Svetega Tomaža in Luando na zahodni obali Afrike. Obe regiji sta bili uporabljeni tudi kot oporišči nizozemskih zasebnikov, ki so ropali po portugalskih in španskih trgovskih poteh. Razpad Iberske unije leta 1640 in Mauritsov odpoklic leta 1643 sta povzročila povečan odpor portugalskih kolonistov, ki so še vedno predstavljali večino brazilskih naseljencev. Nizozemci so bili dokončno premagani v 1650-ih, vendar jim je uspelo prejeti 4 milijonov reisov (63 metričnih ton zlata) v zameno za opustitev njihovih zahtev nad Brazilijo v Haaški pogodbi iz leta 1661.

#### Azija
Vojna med posestjo Filipa II. in drugimi državami je privedla do poslabšanja portugalskega imperija, tako kot z izgubo Hormuza v korist Anglije, vendar je nizozemski kolonialni imperij imel največ koristi.
VOC je takoj začela osvajati niz obalnih trdnjav, ki so takrat sestavljale Portugalski imperij. Naselbine so bile izolirane, težko jih je bilo okrepiti, če bi jih napadli, in nagnjene k temu, da so jih pobrali eno za drugo, a kljub temu so bili Nizozemci v svojih poskusih dosegli le mešan uspeh. Leta 1605 so Portugalci zavzeli Amboino, toda napad na Malako naslednje leto je bil skoraj neuspešen pri svojem cilju zagotoviti bolj strateško locirano bazo v Vzhodni Indiji z ugodnimi monsunskimi vetrovi.  Nizozemci so našli, kar so iskali, v Džakarti, ki jo je leta 1619 osvojil Jan Coen, pozneje preimenovana v Batavijo po domnevnih nizozemskih prednikih Batavijcih in ki je postala glavno mesto nizozemske Vzhodne Indije . Medtem so Nizozemci še naprej izganjali Portugalce iz njihovih baz v Aziji. Malaka je končno podlegla leta 1641 (po drugem poskusu zavzetja), Kolombo leta 1656, Cejlon leta 1658, Nagapatinam leta 1662 ter Kranganore in Kočin leta 1662. 
Goa, prestolnica portugalskega imperija na vzhodu, se je leta 1603 in 1610 uspešno ubranila napada Nizozemcev. Nizozemci v štirih poskusih niso mogli zavzeti Macaa , od koder je Portugalska monopolizirala donosno kitajsko-japonsko trgovino. Vse večji sum japonskega šogunata o namerah katoliških Portugalcev je privedel do njihovega izgona leta 1639. V skladu s kasnejšo politiko sakokuja so bili od leta 1639 do 1854 (215 let) Nizozemci edina evropska sila, ki ji je bilo dovoljeno delovati na Japonskem, ki je bila leta 1639 omejena na Hirado in nato od leta 1641 v Deshimi. Sredi 17. stoletja so Nizozemci raziskovali tudi zahodne avstralske obale in poimenovali številne kraje.
Nizozemci so kolonizirali Mavricij leta 1638, več desetletij po tem, ko je tri ladje nizozemske druge flote, poslane na Otoke začimb, v neurju odpihnilo s poti in so tam leta 1598 pristale. Poimenovali so ga v čast princa Mavricija Oranskega iz Nasaua, nizozemskega stadtholderja. Nizozemci so ugotovili, da je podnebje sovražno in so otok po nekaj nadaljnjih desetletjih zapustili.
Nizozemci so ustanovili kolonijo v Tayouanu (današnji Anping ), na jugu Tajvana, otoku, ki so ga takrat v veliki meri obvladovali portugalski trgovci in je bil znan kot Formoza ; in leta 1642 so Nizozemci Špancem s silo prevzeli severno Formozo.
Nizozemci so poskušali uporabiti vojaško silo, da bi Kitajsko iz dinastije Ming odprli nizozemski trgovini, vendar so Kitajci premagali Nizozemce v vojni za otoke Penghu od leta 1623 do 1624, zaradi česar je VOC moral zapustiti Penghu za Tajvan. Nato so Kitajci ponovno premagali Nizozemce v bitki pri zalivu Liaoluo leta 1633.   
Leta 1646 so Nizozemci poskušali zavzeti špansko kolonijo na Filipinih. Čeprav so imeli na razpolago velike sile, so bili poraženi v bitkah pri La Naval de Manila, ko so poskušali zavzeti Manilo. Po tem porazu so opustili svoja prizadevanja za zavzetje Manile in Filipinov.
Med letoma 1602 in 1796 je VOC poslal skoraj milijon Evropejcev na delo v azijsko trgovino. Večina jih je umrla zaradi bolezni ali pa se je vrnila v Evropo, nekaterim pa je Indija postala njihov novi dom. Interakcija med nizozemskim in domačim prebivalstvom je potekala predvsem na Šrilanki in sodobnih indonezijskih otokih. Skozi stoletja se je tam razvilo razmeroma veliko nizozemsko govoreče prebivalstvo mešanega nizozemskega in indonezijskega porekla, znano kot Indosi ali Nizozemski-Indonezijci.

#### Amerike
V Atlantiku se je Zahodnoindijska družba osredotočila na to, da bi Portugalski iztrgala nadzor nad trgovino s sladkorjem in sužnji ter na oportunistične napade na španske zakladne flote na njihovem potovanju domov. Bahia na severovzhodni obali Brazilije je bila zavzeta leta 1624, vendar so jo obdržali le eno leto, preden jo je ponovno zavzela skupna špansko-portugalska odprava. Leta 1628 je Piet Heyn zavzel celotno špansko zakladno floto in pobegnil z ogromnim bogastvom v plemenitih kovinah in blagu, kar je družbi dve leti kasneje omogočilo, da je svojim delničarjem izplačala 70 % denarne dividende, čeprav je družba imela relativno malo drugih uspehov proti Špancem. Leta 1630 so Nizozemci zasedli portugalsko sladkorno naselbino Pernambuco in v naslednjih nekaj letih prodrli v notranjost ter priključili sladkorne plantaže, ki so jo obkrožale. Da bi plantaže oskrbeli s potrebno delovno silo, se je leta 1637 iz Brazilije začela uspešna ekspedicija, da bi zavzela portugalsko suženjsko postojanko Elmino  in leta 1641 uspešno zavzela portugalske naselbine v Angoli. Leta 1642 so Nizozemci zavzeli portugalsko posest Axim v Afriki. Do leta 1650 je Zahodnoindijska družba trdno nadzorovala trgovino s sladkorjem in sužnji ter je zasedla karibske otoke Sveti Martin, Curaçao, Aruba in Bonaire, da bi zagotovila dostop do solin na otokih. 
Za razliko od Azije so bili nizozemski uspehi proti Portugalcem v Braziliji in Afriki kratkotrajni. Leta naseljevanja so pustila velike portugalske skupnosti pod oblastjo Nizozemcev, ki so bili po naravi trgovci in ne kolonizatorji.  Leta 1645 se je portugalska skupnost v Pernambucu uprla svojim nizozemskim gospodarjem  in do leta 1654 so bili Nizozemci izgnani iz Brazilije.  V vmesnih letih je bila iz Brazilije poslana portugalska odprava, da ponovno zavzame Luando v Angoli, do leta 1648 so bili od tam izgnani tudi Nizozemci.
Na severovzhodni obali Severne Amerike je Zahodnoindijska družba prevzela naselbino, ki jo je ustanovila Družba Nove Nizozemske (1614–18) v Fort Orange pri Albanyju na reki Hudson,  preseljena iz Fort Nassaua, ki je bila ustanovljena leta 1614. Nizozemci so vsako leto pošiljali ladje na reko Hudson za trgovanje s krznom od potovanja Henryja Hudsona leta 1609. Da bi zaščitila svoj negotov položaj v Albanyju pred bližnjimi Angleži in Francozi, je družba leta 1625 ob izlivu Hudsona ustanovila utrjeno mesto New Amsterdam, s čimer je spodbudila poselitev okoliških območij Long Islanda in New Jerseyja. Nazadnje se je izkazalo, da podjetje ne more monopolizirati trgovine s krznom zaradi množične nezakonite zasebne trgovine s krznom, naselitev Nove Nizozemske pa je bila nedonosna. Leta 1655 je bila bližnja kolonija Nova Švedska ob reki Delaware na silo vključena v Novo Nizozemsko, potem ko je nizozemski guverner Pieter Stuyvesant poslal ladje in vojake, da jo zavzamejo. 
Od svoje ustanovitve je bila Nizozemska vzhodnoindijska družba v konkurenci s svojo konkurentko, Britansko vzhodnoindijsko družbo, ustanovljeno dve leti prej, vendar z osemkrat manjšim kapitalom,  za isto blago in trge na vzhodu. Leta 1619 je rivalstvo povzročilo pokol v Amboyni, ko so nizozemski agenti usmrtili več mož angleške družbe. Dogodek je ostal vir angleške zamere več desetletij in dejansko je bil uporabljen kot slavni povod vse do druge anglo-nizozemske vojne v šestdesetih letih 16. stoletja; kljub temu se je angleška družba v poznih 1620-ih osredotočila iz Indonezije v Indijo. 
Leta 1643 je Nizozemska zahodnoindijska družba ustanovila naselbino v ruševinah španskega naselja Valdivia v južnem Čilu. Namen odprave je bil uveljaviti se na zahodni obali Amerik, na območju, ki je bilo skoraj v celoti pod nadzorom Španije (Tihi ocean, vsaj njegov večji del vzhodno od Filipinov, je bil takrat skoraj 'špansko jezero'),  in pridobivanje zlata iz bližnjih rudnikov. Nesodelujoča domorodna ljudstva, ki so leta 1604 prisilila Špance, da so zapustili Valdivio, so prispevala k temu, da je odprava po nekaj mesecih okupacije odšla. Ta okupacija je sprožila vrnitev Špancev v Valdivio in izgradnjo enega največjih obrambnih kompleksov kolonialne Amerike.  

#### Južna Afrika
Do sredine 17. stoletja je Nizozemska vzhodnoindijska družba prehitela Portugalsko kot prevladujoči igralec v trgovini z začimbami in svilo ter leta 1652 ustanovila kolonijo na Rtu dobrega upanja na južni afriški obali kot oskrbovalno postajo za svoje ladje na poti med Evropo in Azijo. Nizozemsko priseljevanje v Kap je hitro naraslo, saj so bodočim kolonistom ponudili velikodušno dodelitev zemlje in oproščen status davka v zameno za proizvodnjo hrane, potrebne za oskrbo mimoidočih ladij.  Kapske oblasti so uvozile tudi številne Evropejce drugih narodnosti, namreč Nemce in francoske hugenote, pa tudi na tisoče sužnjev iz Vzhodne Indije, da bi okrepile lokalno nizozemsko delovno silo.  Kljub temu je prišlo do določene stopnje kulturne asimilacije med različnimi etničnimi skupinami zaradi medsebojnih zakonskih zvez in vsesplošnega prevzema nizozemskega jezika, zato je bilo verjetneje, da bo do razkolov prišlo po družbenih in rasnih linijah. 
Nizozemska kolonija na Rtu dobrega upanja se je razširila preko prvotne naselbine in njene meje so bile leta 1778 uradno konsolidirane kot sestavljena Nizozemska Kapska kolonija. Takrat so Nizozemci pokorili avtohtona ljudstva Khoisan in San na Kapskem ozemlju ter zavzeli njihova tradicionalna ozemlja. Nizozemske vojaške ekspedicije proti vzhodu so bile ustavljene, ko so naleteli na širitev ljudstva Kosa proti zahodu.  V upanju, da ne bodo vpleteni v dolgotrajen spor, so se nizozemska vlada in poglavarji Kosa dogovorili, da bodo uradno razmejili svoja območja nadzora in se vzdržali prestopanja medsebojnih meja. Vendar se je izkazalo, da Nizozemci ne morejo nadzorovati lastnih naseljencev, ki niso upoštevali sporazuma in prestopili na ozemlje Kosa, kar je sprožilo enega najdaljših kolonialnih konfliktov v Južni Afriki: vojne Kosa.

### Rivalstvo z Veliko Britanijo in Francijo (1652–1795)
Leta 1651 je angleški parlament sprejel prvega od navigacijskih aktov, ki je izključil nizozemski ladijski promet iz donosne trgovine med Anglijo in njenimi karibskimi kolonijami, kar je neposredno vodilo do izbruha sovražnosti med državama naslednje leto, prvega od treh Anglo- Nizozemske vojne, ki so trajale dve desetletji in počasi izničile nizozemsko pomorsko moč v korist Anglije. 
Leta 1661 je sredi Qingovega osvajanja Kitajske general Ming Koxinga povedel floto za napad na Formozo. Nizozemska obramba, ki jo je vodil guverner Frederick Coyett, je zdržala devet mesecev. Ko je Koxinga premagal nizozemske okrepitve z Jave, je Coyett predal Formozo.  Nizozemci ne bodo nikoli več vladali Formozi.
Druga anglo-nizozemska vojna je bila pospešena leta 1664, ko so angleške sile zavzele Novo Nizozemsko. Po pogodbi iz Brede (1667) je bila Nova Nizozemska prepuščena Angliji v zameno za angleške naselbine v Surinamu, ki so jih nizozemske sile osvojile prej istega leta. Čeprav so Nizozemci leta 1673 med tretjo anglo-nizozemsko vojno ponovno zavzeli Novo Nizozemsko, je bila naslednje leto vrnjena Angliji, s čimer se je končala nizozemska vladavina v celinski Severni Ameriki, vendar je za seboj pustila veliko nizozemsko skupnost pod angleško oblastjo, ki je vztrajala s svojim jezikom, cerkvijo in navadami do srede 18. stoletja.  V Južni Ameriki so Nizozemci leta 1658 Francozom zasegli Cayenne in leto kasneje pregnali francoski poskus, da bi ga ponovno zavzeli. Vendar pa je bila leta 1664 vrnjena Franciji, saj se je kolonija izkazala za nedonosno. Leta 1676 so ga ponovno zavzeli Nizozemci, vendar so ga leto kasneje spet vrnili, tokrat za vedno. Slavna revolucija leta 1688 je videla, da se je Nizozemec Viljem Oranski povzpel na prestol in osvojil angleško, škotsko in irsko krono, s čimer se je končalo osemdesetletno rivalstvo med Nizozemsko in Anglijo, medtem ko je rivalstvo s Francijo ostalo močno.
Med ameriško revolucionarno vojno je Britanija napovedala vojno Nizozemski, četrta anglo-nizozemska vojna, v kateri je Britanija zavzela nizozemsko kolonijo Cejlon. Po pariškem miru (1783) je bil Cejlon vrnjen Nizozemski, Negapatnam pa Veliki Britaniji.

### Napoleonova doba (1795–1815)
Leta 1795 je francoska revolucionarna vojska vdrla v republiko Nizozemsko in državo spremenila v satelit Francije, imenovan Batavska republika. Velika Britanija, ki je bila v vojni s Francijo, je kmalu zasedla nizozemske kolonije v Aziji, Južni Afriki in na Karibih.
Po določilih Amienske pogodbe, ki sta jo leta 1802 podpisali Velika Britanija in Francija, so bili Republiki vrnjeni Kapska kolonija in otoki Nizozemske Zahodne Indije, ki so jih Britanci zasegli. Cejlon ni bil vrnjen Nizozemcem in je postal britanska kronska kolonija. Po ponovnem izbruhu sovražnosti med Britanijo in Francijo leta 1803 so Britanci ponovno zavzeli Kapsko kolonijo. Britanci so leta 1811 napadli in zavzeli tudi otok Java.
Leta 1806 je Napoleon razpustil Batavsko republiko in ustanovil monarhijo s svojim bratom Ludvikom Bonapartejem na prestolu kot nizozemskim kraljem. Ludvika je Napoleon leta 1810 odstranil z oblasti in državi je do osvoboditve leta 1813 neposredno vladala Francija. Naslednje leto je neodvisna Nizozemska podpisala anglo-nizozemsko pogodbo iz leta 1814 z Britanijo. Vse kolonije, ki jih je Britanija zasegla, so bile vrnjene Nizozemski, z izjemo nizozemske Kapske kolonije, Nizozemskega Cejlona in dela Nizozemske Gvajane .

### Postnapoleonsko obdobje (1815–1945)
Po Napoleonovem porazu leta 1815 so bile evropske meje ponovno začrtane na Dunajskem kongresu. Prvič po razglasitvi neodvisnosti od Španije leta 1581 so bili Nizozemci ponovno združeni z Južno Nizozemsko v ustavno monarhijo, Združeno kraljestvo Nizozemske . Zveza je trajala le 15 leta. Leta 1830 je revolucija v južni polovici države pripeljala do dejanske neodvisnosti nove države Belgije.
Propadla Nizozemska vzhodnoindijska družba je bila likvidirana 1. januarja 1800,  njena ozemeljska posest pa je bila nacionalizirana kot Nizozemska Vzhodna Indija. Anglo-nizozemsko rivalstvo v jugovzhodni Aziji se je še naprej tlelo zaradi pristanišča v Singapurju, ki ga je leta 1819 sultan Johore odstopil britanski vzhodnoindijski družbi. Nizozemci so trdili, da jim je pogodba, podpisana s sultanovim predhodnikom leto prej, podelila nadzor nad regijo. Nizozemcem pa je postalo očitno, da Britancev ne morejo odstraniti iz Singapurja, ki je postajal vse pomembnejše trgovsko središče, in nesoglasje je bilo rešeno z anglo-nizozemskim sporazumom iz leta 1824. Po njegovih pogojih je Nizozemska prepustila Malako in njihove baze v Indiji Britancem ter priznala britansko zahtevo po Singapurju. V zameno so Britanci predali Benkulen in se strinjali, da ne bodo podpisali pogodb z vladarji na "otokih južno od Singapurske ožine". Tako je bilo otočje razdeljeno na dve vplivni sferi: britansko na Malajskem polotoku in nizozemsko v Vzhodni Indiji. 
Večino zgodovine Nizozemske Vzhodne Indije in VOC pred njo je bil nizozemski nadzor nad njihovimi ozemlji pogosto šibek, vendar se je tekom 19. stoletja razširil. Šele v začetku 20. stoletja se je nizozemska prevlada razširila na tisto, kar so postale meje sodobne Indonezije. Čeprav je bila Java zelo poseljena in kmetijsko produktivna pod nizozemsko dominacijo večino od 350 let skupne dobe VOC in nizozemske Vzhodne Indije so številna območja ostala neodvisna večji del tega časa, vključno z Acehom, Lombokom, Balijem in Borneom.
Leta 1871 je bila vsa nizozemska posest na Nizozemski zlati obali prodana Veliki Britaniji.
Nizozemska zahodnoindijska družba je bila ukinjena leta 1791, njene kolonije v Surinamu in na Karibih pa vključene pod neposredno oblast države. Gospodarstvo nizozemskih kolonij v Karibih je temeljilo na tihotapljenju blaga in sužnjev v Špansko Ameriko, toda s koncem trgovine s sužnji leta 1814 in neodvisnostjo novih držav Južne in Srednje Amerike od Španije je donosnost hitro upadla. Nizozemski trgovci so se množično selili z otokov v Združene države ali Latinsko Ameriko, pri čemer so za seboj pustili majhno prebivalstvo z majhnim dohodkom, ki je zahtevalo subvencije nizozemske vlade. Antili so bili od leta 1828 do 1845 združeni pod eno upravo s Surinamom. Suženjstvo je bilo v nizozemskih karibskih kolonijah odpravljeno šele leta 1863, dolgo po odpravi v Veliki Britaniji in Franciji, čeprav je do takrat ostalo le 6500 sužnjev. V Surinamu so imetniki sužnjev od nizozemske vlade zahtevali odškodnino za osvoboditev sužnjev, medtem ko je na Svetem Martinu odprava suženjstva v francoski polovici leta 1848 vodila sužnje v nizozemski polovici, da so si sami vzeli lastno svobodo. V Surinamu so po odpravi suženjstva kitajske delavce med letoma 1890 in 1939 spodbujali k priseljevanju kot najemniške delavce , tako kot Javance. 

### Dekolonizacija (1942–1975)

#### Indonezija
Januarja 1942 je Japonska napadla Nizozemsko Vzhodno Indijo. Nizozemci so se dva meseca pozneje na Javi predali, Indonezijci pa so Japonce sprva pozdravili kot osvoboditelje. Kasnejša japonska okupacija Indonezije med preostankom druge svetovne vojne je pomenila temeljito razgradnjo gospodarskih, političnih in družbenih struktur nizozemske kolonialne države, ki jo je nadomestil japonski režim. V desetletjih pred vojno so bili Nizozemci izjemno uspešni pri zatiranju majhnega nacionalističnega gibanja v Indoneziji, tako da se je japonska okupacija izkazala za temeljno za indonezijsko neodvisnost. Vendar pa je bila Indonezijska komunistična partija, ki jo je leta 1914 ustanovil nizozemski socialist Henk Sneevliet, priljubljena tudi med nizozemskimi delavci in mornarji, že leta 1917 v strateškem zavezništvu s Sarekat Islamom (qv) do razglasitve indonezijske neodvisnosti in je bila še posebej pomembna v boju proti japonski okupaciji Nizozemske Vzhodne Indije v drugi svetovni vojni. Japonci so spodbujali in podpirali indonezijski nacionalizem, v katerem so bile ustanovljene nove avtohtone institucije in promovirani nacionalistični voditelji, kot je Sukarno. Internacija vseh nizozemskih državljanov je pomenila, da so Indonezijci zasedli številne vodstvene in upravne položaje, čeprav so najvišje položaje še vedno zasedali Japonci. 
Dva dni po japonski predaji avgusta 1945 sta Sukarno in njegov kolega nacionalistični voditelj Hatta enostransko razglasila neodvisnost Indonezije. Sledil je štiriinpolletni boj, ko so Nizozemci poskušali ponovno vzpostaviti svojo kolonijo. Nizozemske sile so sčasoma ponovno zasedle večino kolonialnega ozemlja in začel se je gverilski boj. Večina Indonezijcev in – nazadnje – mednarodno mnenje je bilo naklonjeno neodvisnosti in decembra 1949 je Nizozemska uradno priznala indonezijsko suverenost. Po določilih sporazuma iz leta 1949 je Zahodna Nova Gvineja ostala pod okriljem Nizozemcev kot Nizozemska Nova Gvineja, njen spor pa bo rešen v enem letu. Nova indonezijska vlada pod predsednikom Sukarnom je pritiskala, da bi ozemlje prišlo pod nadzor Indonezije, kot so sprva nameravali indonezijski nacionalisti. Po pritisku Združenih držav jo je Nizozemska v skladu z newyorškim sporazumom iz leta 1962 prenesla v Indonezijo.

#### Surinam in Nizozemski Antili
Leta 1954 so v skladu z " Listino za Kraljevino Nizozemsko " Nizozemska, Surinam in Nizozemski Antili (takrat vključno z Arubo) postali sestavljena država, znana kot "Tristranska kraljevina Nizozemska". Nekdanjim kolonijam je bila podeljena avtonomija, razen nekaterih zadev, vključno z obrambo, zunanjimi zadevami in državljanstvom, ki so bile v pristojnosti kraljestva. Leta 1969 so zaradi nemirov v Curaçau poslali nizozemske marince, da zadušijo nemire. Leta 1973 so se v Surinamu začela pogajanja za neodvisnost, popolna neodvisnost pa je bila podeljena leta 1975, pri čemer je 60.000 izseljencev izkoristilo priložnost in se preselilo na Nizozemsko. Leta 1986 je bilo Arubi dovoljeno, da se odcepi od federacije Nizozemskih Antilov, Nizozemska pa je nanjo pritiskala, naj v desetih letih doseže neodvisnost. Vendar pa je bilo leta 1994 dogovorjeno, da lahko ohrani svoj samostojni status v kraljevini.
10. oktobra 2010 so bili Nizozemski Antili razpuščeni. S tem datumom sta Curaçao in Sveti Martin pristopila k istemu statusu dežele znotraj Kraljevine, kot ga je že imela Aruba. Otoki Bonaire, Sveti Evstahij in Saba so dobili status, podoben nizozemskim občinam, in jih zdaj včasih imenujejo karibska Nizozemska.

## Zapuščina
Na splošno Nizozemci ne slavijo svoje imperialne preteklosti in protikolonialna čustva prevladujejo od razprave Jacoba Haafnerja iz leta 1807. Posledično kolonialna zgodovina v nizozemskih šolskih učbenikih ni vidno predstavljena. Ta pogled na njihovo imperialno preteklost se je začel spreminjati šele pred kratkim.  

### Nizozemska diaspora
V nekaterih nizozemskih kolonijah so velike etnične skupine nizozemskega porekla, ki izvirajo iz izseljenih nizozemskih naseljencev. V Južni Afriki so Buri in v Kapski Nizozemski skupaj znani kot Afrikanerji. Meščansko ljudstvo Šrilanke in Indo ljudstvo Indonezije ter Kreoli Surinama so rasno mešani  ljudje nizozemskega porekla.
V ZDA so bili trije ameriški predsedniki nizozemskega rodu: Martin Van Buren, prvi predsednik, ki ni bil britanskega rodu in ki je imel za prvi jezik nizozemščino, 26. predsednik Theodore Roosevelt in Franklin D. Roosevelt, 32. predsednik, izvoljen za štiri mandate (1933 do 1945) in edini ameriški predsednik, ki je bil več kot dva mandata.

### Nizozemščina v nekdanjih kolonijah

#### Nizozemščina v Jugovzhodni Aziji
Kljub skoraj 350-letni prisotnosti Nizozemcev v Indoneziji nizozemski jezik nima uradnega statusa.  Majhna manjšina, ki tekoče govori nizozemščino, so bodisi izobraženi pripadniki najstarejše generacije bodisi zaposleni v pravni stroki, ker so nekateri pravni zakoniki še vedno na voljo samo v nizozemščini. Indonezijski jezik je od nizozemščine podedoval veliko besed, tako v besedah za vsakdanje življenje kot tudi v znanstveni ali tehnološki terminologiji.

#### Nizozemščina v Južni Aziji
Stoletje in pol nizozemske vladavine na Cejlonu (današnja 'Šrilanka') in južni Indiji je pustilo malo ali nič sledi nizozemskega jezika.

#### Nizozemščina v Amerikah
V Surinamu je nizozemščina uradni jezik. 82 % prebivalstva lahko tekoče govori nizozemsko   Na Arubi, Bonaireu in Curaçau je nizozemščina uradni jezik, a prvi jezik le za 7–8 % prebivalstva;   čeprav večina prebivalstva tekoče govori nizozemščino, ki je na splošno jezik izobraževanja.
Prebivalstvo treh severnih Antilov, Svetega Martina, Sabe in Svetega Evstahija, je pretežno angleško govoreče. 
V New Jerseyju je izumrlo narečje nizozemščine Jersey nizozemščine, ki so ga govorili potomci nizozemskih naseljencev iz 17. stoletja v okrožjih Bergen in Passaic govorili še leta 1921. Predsednik ZDA Martin Van Buren, ki je odraščal v nizozemsko govoreči enklavi v New Yorku, je imel nizozemščino za svoj materni jezik.

#### Nizozemščina v Afriki
Največja jezikovna zapuščina Nizozemske je bila v njeni koloniji v Južni Afriki, ki je pritegnila veliko število nizozemskih kmetov (v nizozemščini, Burov) naseljencev, ki so govorili poenostavljeno obliko nizozemščine, imenovano afrikaans, ki je v veliki meri medsebojno razumljiva z nizozemščino. Ko je kolonija prešla v britanske roke, so se naseljenci razširili v zaledje in s seboj odnesli svoj jezik. Leta 2005 je bilo 10 milijonov ljudi, za katere je afrikanščina primarni ali sekundarni jezik, v primerjavi z več kot 22 milijonov govorcev nizozemščine. 
Drugi kreolski jeziki z nizozemskimi jezikovnimi koreninami so papiamento, ki se še vedno govori na Arubi, Bonairu, Curaçau in Svetemu Evstahiju; Saramaški in Sranan Tongo še vedno govorijo v Surinamu; v Berbis izumrli jezik v Gvajani; Pecok se še govori, vendar mu grozi izumrtje v Indoneziji in na Nizozemskem ; Albanska nizozemščina, ki se govori v ZDA, vendar ji grozi izumrtje.
Izumrli nizozemski kreolski jeziki vključujejo: skepi (Gvajana); Negerholands (alias "črnska nizozemščina"), Jersey nizozemščina in Mohawk nizozemščina (ZDA) in Javindo ( Java ).

### Kmetijstvo
Pridelke, kot so kava, čaj, kakav, tobak in kavčuk, so uvedli Nizozemci. Nizozemci so bili prvi, ki so začeli širjenje kavne rastline v Srednji in Južni Ameriki, do začetka 19. stoletja pa je bila Java tretja največja proizvajalka na svetu. Leta 1778 so Nizozemci prinesli kakav s Filipinov v Indonezijo in začeli množično proizvodnjo. Trenutno je Indonezija druga največja proizvajalka naravnega kavčuka na svetu, pridelka, ki so ga uvedli Nizozemci v začetku 20. stoletja.  Tobak so pripeljali iz Amerike in leta 1863 so prvo plantažo postavili Nizozemci. Danes Indonezija ni le najstarejša industrijska proizvajalka tobaka, ampak tudi druga največja porabnica tobaka. 

## Teritorialni razvoj
- Nizozemski imperij leta 1630
- Nizozemski imperij leta 1650
- Nizozemski imperij leta 1674
- Nizozemski imperij leta 1700
- Nizozemski imperij leta 1750
- Nizozemski imperij leta 1795
- Nizozemski imperij leta 1830
- Nizozemski imperij pred drugo svetovno vojno
- Nizozemski imperij leta 1960
- Nizozemski imperij leta 1975